# Спинола
Спинола (Spinola) — одно из величайших семейств Генуэзской республики, выводившее своё происхождение от вице-графа Идо, правившего Генуей в X веке в качестве наместника Обертингов. Из этого рода происходят 11 дожей, 13 кардиналов и 3 архиепископа Генуи.

В пропапски настроенной Генуе средневековья нобили и консулы рода Спинола действовали в интересах императоров Священной Римской империи. Род был связан многочисленными брачными и политическими союзами с родом Дориа. В 1102-21 гг. должность консула несколько раз занимал Гвидо Спинола, а его потомок, также Гвидо, в 1190 г. повёл генуэзские корабли в Третий крестовый поход. Никколо Спинола (ум. 1240) командовал флотом Фридриха Барбароссы. 

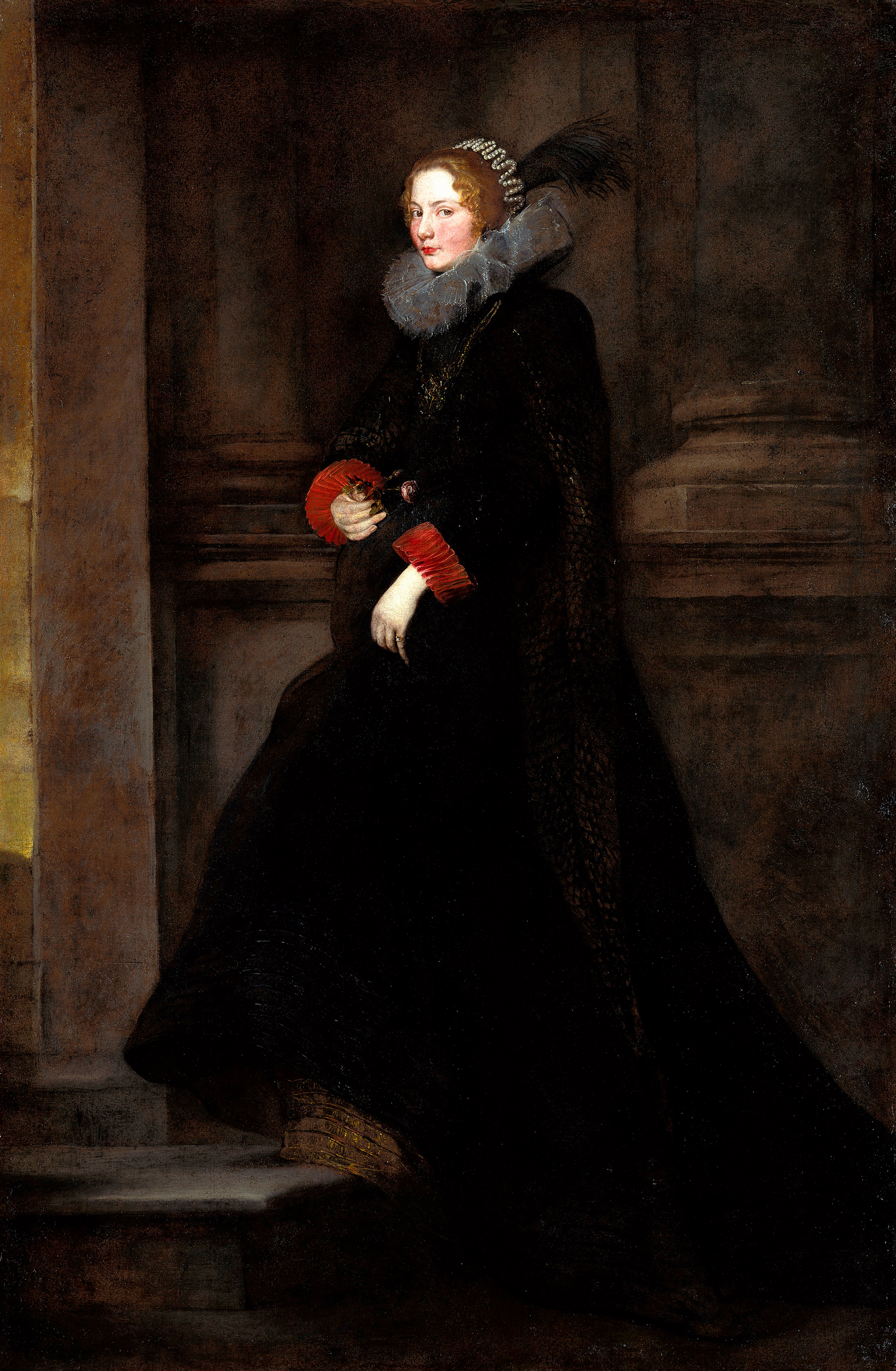
Джеронима Спинола на портрете Ван Дейка

В 1237 г. подеста раскрыл заговор Гульельмо Спинола, направленный на захват власти в Генуе. Правительство постановило изгнать клан Спинола из Лигурии и уничтожить их имущество. Только заступничество местного архиепископа спасло Спинола от полного разгрома.
В 1270 г. Оберто Дориа и Оберто Спинола всё-таки захватили верховную власть в Генуе и на протяжении 15 лет правили городом самовластно. Затем во главе Генуи сменяли друг друга их потомки, пока в 1339 г. народные волнения не привели к введению выборной должности дожа. Спинола, впрочем, не смирились с потерей власти и предприняли несколько неудачных попыток государственного переворота.

## Известные представители

### Дожи из рода Спинола
- Баттиста Спинола — 1531—1533
- Лука Спинола — 1551—1553
- Симоне Спинола — 1567—1569
- Томмазо Спинола — 1613—1615
- Андреа Спинола — 1629—1631
- Алессандро Спинола — 1654—1656
- Агостино Спинола — 1679—1681
- Лука Спинола II — 1687—1689
- Доменико-Мария Спинола — 1732—1734
- Никколо Спинола — 1740—1742
- Фердинандо Спинола — 1773—1773

### Кардиналы
- Спинола, Агостино (кардинал) (ок. 1482—1537) — кардинал с 1527 года;
- Спинола, Филиппо (кардинал) (1535—1593) — кардинал с 1583 года;
- Спинола, Орацио (1547—1616) — кардинал с 1606 года;
- Спинола Басадоне, Агустин (1597—1649) — кардинал с 1621 года;
- Спинола, Джованни Доменико (1579—1646) — кардинал с 1626 года;
- Спинола, Джулио (1612—1691) — кардинал с 1666 года;
- Спинола, Джамбаттиста (старший) (1615—1704) — кардинал с 1681 года;
- Спинола, Джамбаттиста (младший) (1646—1719) — кардинал с 1695 года;
- Спинола, Никола Гаэтано (1659—1735) — кардинал с 1715 года;
- Спинола, Джорджо (1667—1739) — кардинал с 1719 года;;
- Спинола, Джованни Баттиста (1681—1752) — кардинал с 1733 года;
- Спинола, Джироламо (1713—1784) — кардинал с 1759 года;
- Спинола, Уго Пьетро (1791—1858) — кардинал с 1831 года.

Из позднейших представителей рода наиболее примечателен Амброджо Спинола (1569—1630), герцог Сесто, один из последних успешных испанских полководцев Золотого века. Его потомки остались служить Габсбургам в Испанских Нидерландах, а в 1677 г. были удостоены княжеского титула. Последняя представительница этой ветви рода, Мария-Анна Спинола (1678—1738), вышла замуж за герцога Неверского; её сыном был дипломат Луи Жюль Манчини.
Кровь кандийских Спинола текла в жилах знаменитой красавицы Симонетты Веспуччи, изображённой на картине «Рождение Венеры». Герб генуэзских аристократов использовали португальские дворяне Спинола, считавшие себя потомками генуэзцев; из их числа происходил президент Антониу ди Спинола (1910—1996). Наконец, к роду Спинола принадлежал известный энтомолог Массимилиано Спинола (1780—1857).